# جامعة رايت للولاية مدرسة طب بونشوفت
جامعة رايت للولاية مدرسة طب بونشوفت (بالإنجليزية: Wright State University Boonshoft School of Medicine)‏ هي إحدى الكليات لتدريس الطب في الولايات المتحدة الأمريكية. تقع في مدينة دايتون في ولاية أوهايو الأمريكية. نوع الشهادة الطبية التي يتم تحصيلها هناك هي دكتور في الطب.